# Седем невести за седем братя
„Седем невести за седем братя“ (на английски: Seven Brides for Seven Brothers) е американски филм, мюзикъл от 1954 г. Сценарият е основан на разказа „Сабинянките“ на Стивън Винсънт Бенет, на свой ред основаващ се на древноримската легенда за похищението на сабинянките.
През 1954 г. филмът е номиниран за Оскар в категорията „Най-добър филм“. В списъка на Aмериканския филмов институт за най-добрите американски мюзикъли на всички времена филмът е включен на 21-во място. През 2004 г. е избран за съхранение в американския Национален филмов регистър на Библиотеката на Конгреса „като културно, исторически или естетически значим“.
Като особеност на мюзикъла се прославя необичайната хореография в постановката на Майкъл Кид – например танците по време на дървесната сеч и издигането на хамбара.

## Сюжет
Внимание:  Текстът по-долу разкрива сюжета на произведението (или части от него)!
Действието се развива по време на завоюването на Дивия Запад, по-точно през 1850 г. в Орегон. Сирачето Мили, младо момиче, работи в крайпътна таверна. Веднъж на няколко месеца от гората в града идва червенобрадият Адам Понтипай, собственик на ферма някъде по склоновете на планината. Той пристига за покупки и заедно с това си търси съпруга. Жителите на града му се присмиват, говорейки, че нито едно нормално момиче няма да го последва в такава пустош. Въпреки това той веднага намира общ език с Мили, оженват се и я взима със себе си.
Пристигайки във фермата в планината, Мили осъзнава, че Адам се е оженил за нея повече заради това, че му е нужна домакиня за неподредения дом, където той живее с шестимата си буйни братя. Мили обаче бързо въвежда ред и показва кой сега е стопанин на къщата. Седемте братя, включително мъжът ѝ, започват да я слушат. Мили и Адам разбират, че наистина се обичат.
Благодарение на пъргавата Мили и наставленията ѝ, шестте ѝ брадясали и некъпани девера бързо се променят и вече изглеждат като истински джентълмени. Тя слиза заедно с тях в родния си град. Там юношите се запознават с няколко млади девойки, които са очаровани от великолепните им маниери и приятните шеги. Но градските момчета, макар и понатупани от братята, ги прогонват. След известно време влюбените братя слизат отново в града през нощта и открадват момичетата. Гражданите започват да ги преследват, но падналата зад впряга на братята лавина им попречва и те трябва да изчакат края на зимата, за да преминат прохода.
Мили, узнала какво са натворили братята, приема похитените момичета (някои от които нейни приятелки) в дома си, а братята прогонва да спят в хамбара, където да прекарат цялата зима. По време на дългите месеци, между девойките и похитителите им възникват истински чувства. Освен това Мили често им чете историята за открадването на сабинянките, които застават между семействата и похитителите си и спасяват римските си мъже от разправа.
Идва и пролетта. Проходът е открит. Жителите на града с оръжия в ръце се отправят към фермата. Когато събират накуп братята, за да се разправят с тях, се чува бебешки плач – съвсем скоро се е родило дете на Мили и Адам. „Чие е това дете?“ – пита един от бащите на момичетата. Всички девойки се споглеждат и дружно отговарят: „Мое!“. Шестте братя, под дулата на оръжията, трябва сега да се оженят за момичетата.

## В ролите
| Актьор           | Роля        |
| ---------------- | ----------- |
| Джейн Пауъл      | Мили        |
| Хауърд Кийл      | Адам        |
| Ана К. Нилсън    | Мисис Елкот |
| Ръс Тамблин      | Гидеон      |
| Вирджиния Гибсън | Лиза        |
| Марк Плат        | Даниел      |
| Рута Лий         | Рут         |

- Четирима от актьорите, играещи по-младите братя са танцьори, двамата други – шампион по гимнастика (Гидиън) и бивш бейзболист (Бенджамин). Всички невести са играни от танцьорки: от тях особено известна е Джули Нюмар (Доркас).

## Песни
Музиката на песните е на Сол Чаплин и Джин ди Пол, текстовете – на Джони Мърсър:
1. Barn Dance
2. Barn-raising
3. Kidnapped and Chase
4. Bless Your Beautiful Hide – песента на Адам
5. Wonderful, Wonderful Day – песента на Мили
6. When You’re in Love
7. Goin' Co’tin
8. House-Raising Dance
9. Lonesome Polecat
10. Sobbin' Women
11. June Bride
12. Spring, Spring, Spring